# César d'Estrées
César d'Estrées (París, 5 de febrer de 1628 - 18 de desembre de 1714) va ser un diplomàtic francès i cardenal. Era fill del mariscal François Annibal d'Estrées, i germà del mariscal Jean II d'Estrées. Havia estat abat de l'abadia de Saint-Germain-des-Prés, després bisbe de Laon, i finalment cardenal. Va ser ambaixador de França a Roma i a la Monarquia d'Espanya, comanador de l'Orde de l'Esperit Sant i par de França. Va ser elegit membre de l'Acadèmia Francesa el 1658.